# Los Ensulsiats
Los Ensulsiats, en llenguatge popular los Associats, és un indret dels termes municipals d'Isona i Conca Dellà, a l'antic terme d'Orcau, i de Talarn, al Pallars Jussà, en territori que havia estat de l'antic poble de Galliner.
El lloc és a l'extrem nord-oest del terme municipal, en els vessants nord-occidentals del Puig de Galliner, que davallen cap a la Noguera Pallaresa, actualment en el Pantà de Sant Antoni. La part alta pertany al terme d'Isona i Conca Dellà, i la baixa, al de Talarn. La part alta rep el nom d'Obagues de Colomegrina.